# Чигрин, Владимир Яковлевич
Владимир Яковлевич Чигрин (1926 год — 1985 год) — горнорабочий очистного забоя шахты № 1—2 «Красный Октябрь» комбината «Орджоникидзеуголь» Министерства угольной промышленности Украинской ССР, Донецкая область. Герой Социалистического Труда (1971). Почётный гражданин города Енакиево.
В 1970 году досрочно выполнил задания восьмой пятилетки (1966 — 1970) по добыче угля. Указом Президиума Верховного Совета СССР от 30 марта 1971 года «за выдающиеся заслуги в выполнении заданий пятилетнего плана по развитию угольной и сланцевой промышленности и достижения высоких технико-экономических показателей» удостоен звания Героя Социалистического Труда с вручением ордена Ленина и золотой медали «Серп и Молот».
Скончался в 1985 году.